# Cloacina (nématode)
Genre
Cloacina est un genre de nématodes de la famille des Chabertiidae.
Les 118 espèces de ce genre sont des parasites de mammifères (notamment de marsupiaux).

## Espèces
- Cloacina aedon Beveridge, 1998
- Cloacina annulata Beveridge, 1979
- Cloacina antigone Beveridge, 1998
- Cloacina antiope Beveridge, 1998
- Cloacina ares Beveridge, 1998
- Cloacina artemis Beveridge, 1998
- Cloacina australis Yorke & Maplestone, 1926
- Cloacina bancroftorum Johnston & Mawson, 1939
- Cloacina burnettiana Johnston & Mawson, 1939
- Cloacina caballeroi Mawson, 1977
- Cloacina cadmus Beveridge, 1999
- Cloacina caenis Beveridge, 1998
- Cloacina castor Beveridge, 1979
- Cloacina ceres Beveridge, 1999
- Cloacina chiron Beveridge, 1999
- Cloacina circe Beveridge, 1999
- Cloacina cloelia Beveridge, 1998
- Cloacina clymene Beveridge, 1998
- Cloacina communis Johnston & Mawson, 1938
- Cloacina cornuta Davey & Wood, 1938
- Cloacina cretheis Beveridge, 2002
- Cloacina cunctabunda Beveridge, 2002
- Cloacina curta Johnston & Mawson, 1938
- Cloacina cybele Beveridge, 1998
- Cloacina dahli Linstow, 1898
- Cloacina daveyi Mawson, 1977
- Cloacina digitata Johnston & Mawson, 1940
- Cloacina dindymene Beveridge, 1998
- Cloacina dirce Beveridge, 1998
- Cloacina dis Beveridge, 1998
- Cloacina dryope Beveridge, 1998
- Cloacina dubia Johnston & Mawson, 1938
- Cloacina echidne Beveridge, 1998
- Cloacina edwardsi Mawson, 1972
- Cloacina eileithyia Beveridge, 1998
- Cloacina elegans Johnston & Mawson, 1938
- Cloacina enyo Beveridge, 1998
- Cloacina eos Beveridge, 1998
- Cloacina epona Beveridge, 1998
- Cloacina erigone Beveridge, 2002
- Cloacina eurynome Beveridge, 2002
- Cloacina feronia Beveridge, 1998
- Cloacina frequens Johnston & Mawson, 1938
- Cloacina gallardi Johnston & Mawson, 1940
- Cloacina hebe Beveridge, 1998
- Cloacina hecale Beveridge, 2002
- Cloacina hecuba Beveridge, 1998
- Cloacina hera Beveridge, 1998
- Cloacina herceus Beveridge, 1998
- Cloacina hermes Beveridge, 1998
- Cloacina hestia Beveridge, 1998
- Cloacina hydriformis Johnston & Mawson, 1938
- Cloacina hyperea Beveridge, 2002
- Cloacina hypsipyle Beveridge, 1998
- Cloacina inflata Johnston & Mawson, 1938
- Cloacina io Beveridge, 1998
- Cloacina ips Beveridge, 1998
- Cloacina ixion Beveridge, 1998
- Cloacina kartana Mawson, 1975
- Cloacina laius Beveridge, 1999
- Cloacina leto Beveridge, 1998
- Cloacina liebigi Johnston & Mawson, 1939
- Cloacina linstowi Johnston & Mawson, 1940
- Cloacina littoralis Beveridge, 1998
- Cloacina lityerses Beveridge, 1998
- Cloacina longelabiata Johnston & Mawson, 1939
- Cloacina longispiculata Johnston & Mawson, 1939
- Cloacina macropodis Johnston & Mawson, 1939
- Cloacina magnipapillata Johnston & Mawson, 1939
- Cloacina maia Beveridge, 1998
- Cloacina mawsonae Beveridge, 1979
- Cloacina metis Beveridge, 1998
- Cloacina minor Davey & Wood, 1938
- Cloacina mundayi Mawson, 1972
- Cloacina nephele Beveridge, 2002
- Cloacina nike Beveridge, 1998
- Cloacina niobe Beveridge, 1998
- Cloacina obtusa Johnston & Mawson, 1939
- Cloacina oweni Beveridge, 2002
- Cloacina papillata Beveridge, 1979
- Cloacina papillatissima Beveridge, 1998
- Cloacina papuensis Beveridge, 2002
- Cloacina parva Johnston & Mawson, 1938
- Cloacina pearsoni Mawson, 1971
- Cloacina pelops Beveridge, 1998
- Cloacina petrogale Johnston & Mawson, 1938
- Cloacina petronius Beveridge, 1998
- Cloacina phaeax Beveridge, 1998
- Cloacina phaedra Beveridge, 1998
- Cloacina phaethon Beveridge, 1998
- Cloacina pollux Beveridge, 1979
- Cloacina polymela Beveridge, 2002
- Cloacina polymena Beveridge, 2002
- Cloacina polyxena Beveridge, 1998
- Cloacina polyxo Beveridge, 1998
- Cloacina praxithea Beveridge, 2002
- Cloacina procris Beveridge, 2002
- Cloacina robertsi Johnston & Mawson, 1939
- Cloacina sancus Beveridge & Speare, 1999
- Cloacina sappho Beveridge & Speare, 1999
- Cloacina sciron Beveridge & Speare, 1999
- Cloacina selene Beveridge, 1998
- Cloacina setonicis Mawson, 1961
- Cloacina similis Johnston & Mawson, 1939
- Cloacina smalesae Mawson, 1975
- Cloacina solon Beveridge & Speare, 1999
- Cloacina solymus Beveridge & Speare, 1999
- Cloacina sterope Beveridge & Speare, 1999
- Cloacina syphax Beveridge & Speare, 1999
- Cloacina telemachus Beveridge, 1999
- Cloacina themis Beveridge, 1998
- Cloacina theope Beveridge, 2002
- Cloacina thetidis Johnston & Mawson, 1939
- Cloacina tyche Beveridge, 1998
- Cloacina typhon Beveridge, 1998
- Cloacina typica Johnston & Mawson, 1939
- Cloacina tyro Beveridge, 1998
- Cloacina wallabiae Johnston & Mawson, 1939